# Nonea intermedia
Nonea intermedia är en strävbladig växtart som beskrevs av Carl Friedrich von Ledebour. Nonea intermedia ingår i släktet nonneor, och familjen strävbladiga växter. Inga underarter finns listade i Catalogue of Life.